# Scott Turow
Scott Turow (Chicago, 12 aprile 1949) è uno scrittore e avvocato statunitense.
È uno dei maggiori esponenti del genere thriller legale e dai suoi romanzi sono stati tratti diversi film e produzioni televisive, il più popolare dei quali è il film del 1990 di Alan Pakula Presunto innocente, con Harrison Ford.

## Biografia
Nato e cresciuto a Chicago (dove tuttora vive) in una famiglia ebraica, si laurea all'Amherst College, università di arti liberali, nel 1970. Dallo stesso 1970 al 1972 accede al programma di master universitario Edith Mirrielees Fellowship dell'Università di Stanford, dedicato all'insegnamento della scrittura creativa ad aspiranti romanzieri. Nel frattempo, nel 1971 si era sposato con la pittrice Annette Weisberg, nota come Annette Turow, alla quale resterà legato a lungo. Rimane a Stanford da insegnante, in un altro master di scrittura creativa, il Jones Lectureship. Nel 1975 cambia tutto iscrivendosi alla Law School dell'Università di Harvard, ottenendo nel 1978 uno Juris Doctor con lode. Negli otto anni seguenti è assistente del procuratore generale a Chicago; tra i casi più noti che affronta si cita la causa contro il procuratore generale William J. Scott, accusato di frode fiscale. È anche consigliere capo nell'Operazione Greylord, un'indagine federale sulla corruzione giudiziaria in Illinois.
Nel 1987 termina il romanzo Presunto innocente, che scrive sul treno dei pendolari che lo porta a lavorare come avvocato. Il romanzo è un grande successo di vendite in tutto il mondo; sarà il primo di una serie di romanzi che verranno in seguito trasposti al cinema.
Quasi tutti i suoi romanzi sono ambientati nel mondo forense; nonostante il successo come scrittore, Turow continua la sua professione di avvocato penalista (è socio dello studio legale di Chicago Sonnenschein, Nath & Rosenthal).
Nel 1999 la rivista TIME giudica il suo romanzo Lesioni personali "miglior romanzo dell'anno".
Oltre ad otto romanzi di ambientazione giudiziaria, Turow ha scritto due libri di non-fiction: l'opera prima Harvard, facoltà di legge (1977), basata sulla sua frequentazione ad Harvard, e Ultimate Punishment - Punizione suprema, un saggio sulla sua esperienza come membro della commissione per indagare sui difetti e la validità della pena capitale dopo la scoperta di alcuni casi di innocenti giustiziati. Come avvocato, Turow ha salvato dalla pena di morte alcuni dei suoi clienti, uno dei quali, Alejandro Hernandez, aveva trascorso 11 anni nel braccio della morte per un crimine mai commesso.
Turow ha vinto numerosi premi letterari, come il Silver Dagger Award della British Crime Writers, l'Heartland Prize nel 2003 per Errori reversibili e il Robert F. Kennedy Book Award nel 2004 per Punizione suprema.

## Opere

### Romanzi
- Presunto innocente (Presumed Innocent) (1987) Pubblicato in Italia da Mondadori nel 1991 ISBN 9788804326045
- L'onere della prova (The Burden of Proof) (1990) Mondadori, 1993 ISBN 9788804370635
- Ammissione di colpa (Pleading Guilty) (1993) Mondadori, 1995 ISBN 9788804400691
- La legge dei padri (The Laws of Our Fathers) (1996) Mondadori, 2000 ISBN 9788804473404
- Quel giorno a Eagles Point e altri racconti (1998) Mondadori, ISBN 88-04-43335-3
- Lesioni personali (Personal Injuries) (1999) Mondadori, 2001 ISBN 9788804499268
- Errori reversibili (Reversible Errors) (2002) Mondadori, 2004 ISBN 9788804526032
- Eroi normali (Ordinary Heroes) (2005) Mondadori, 2004 ISBN 9788804548546
- Prova d'appello (Limitations) (2006) Mondadori, 2007 ISBN 9788804563730
- Innocente (Innocent) (2010) Mondadori, 2010 ISBN 9788804607984
- Identici (Identical) (2013) Mondadori, 2014 ISBN 9788804643166
- La testimonianza (Testimony) (2017) Mondadori, 2017 ISBN 9788804677512
- L'ultimo processo (The Last Trial) (2020) Mondadori, 2020  ISBN 9788804729013
- Il sospetto (Suspect) (2022) Mondadori, (2023)  ISBN 9788804766575
- Presunto colpevole (Presumed Guilty) (2025) Mondadori, (2025) ISBN 9788804797296

### Antologie
- Tracce d'America Mondadori - Collana omnibus, 2008 - Antologia di racconti.

### Saggi
- Harvard, facoltà di legge (One L) (1977) Mondadori, 1995 ISBN 8804395036
- Punizione suprema: una riflessione sulla pena di morte (Ultimate Punishment: A Lawyer's Reflections on Dealing with the Death Penalty) (2003) Mondadori, 2005 ISBN 9788804537595